# Carta de Eremin
A carta de Eremin foi uma carta supostamente escrita pelo Coronel Eremin, um membro do alto escalão da Okhrana, a polícia secreta do Império Russo. Ela diz que Josef Stalin foi um agente da Okhrana que se infiltrou no POSDR e fornecia informações à polícia do czar. A alegação de que Stalin trabalhou para a Okhrana foi feita diversas vezes, mas a carta de Eremin é o único documento que a corrobora. 
A maioria dos historiadores asserte que a carta é um documento forjado.

## Artigo da revista Life
Em 1956, o desertor soviético Alexander Orlov escreveu um artigo para a revista Life, "O sensacional segredo por trás dos expurgos de Stalin" e, de acordo com ele, a razão de Stalin ter expurgado o marechal Tukhachevsky e outros membros do exército soviético foi porque eles descobriram alguns documentos que mostrou que Stalin tinha sido um membro da Okhrana que se infiltrou no movimento bolchevique. A primeira aparição da carta foi neste artigo, que mais tarde apareceu em várias outras obras, como no livro O Grande Segredo de Stalin de Isaac Don Levine.

## Autenticidade
A visão predominante dos historiadores do ocidente e dos países da ex-União Soviética é que a carta é uma falsificação. Stephen Kotkin, um aclamado biógrafo de Stalin, disse que era normal para a Okhrana espalhar mentiras sobre revolucionários, dizendo que eles eram agentes da polícia. Tanto Leon Trótski quanto Stalin ficaram sob suspeita de colaboração policial. Esses rumores sempre seguiram Stalin, mas eram acusações que seus inimigos nunca conseguiram provar. Kotkin cita que em certa ocasião, um ex-chefe da Okhrana vangloriou-se, triunfante, porque que os revolucionários começaram a suspeitar uns dos outros, assim no final nenhum deles podia confiar uns nos outros.